# Luftmadrass

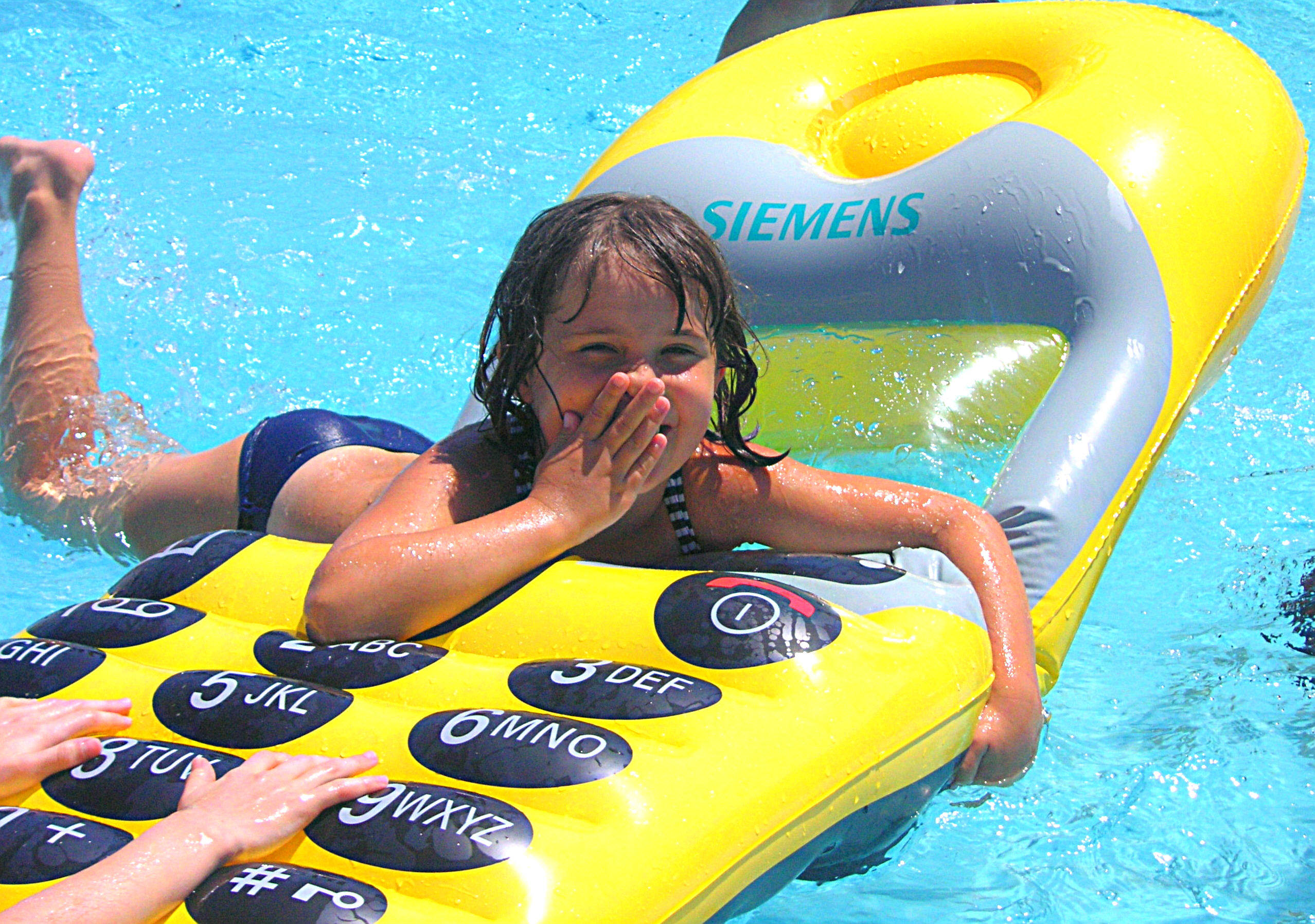
Luftmadrass som liknar en mobiltelefon

En luftmadrass är en typ av uppblåsbart liggunderlag. Den används till exempel för att sova på vid camping, som badleksak eller för avkoppling på badplatser. Nackdelen med luftmadrasser är att de kan bli punkterade och därigenom obrukbara.
Ordet "luftmadrass" finns belagt i svenska språket från år 1889.

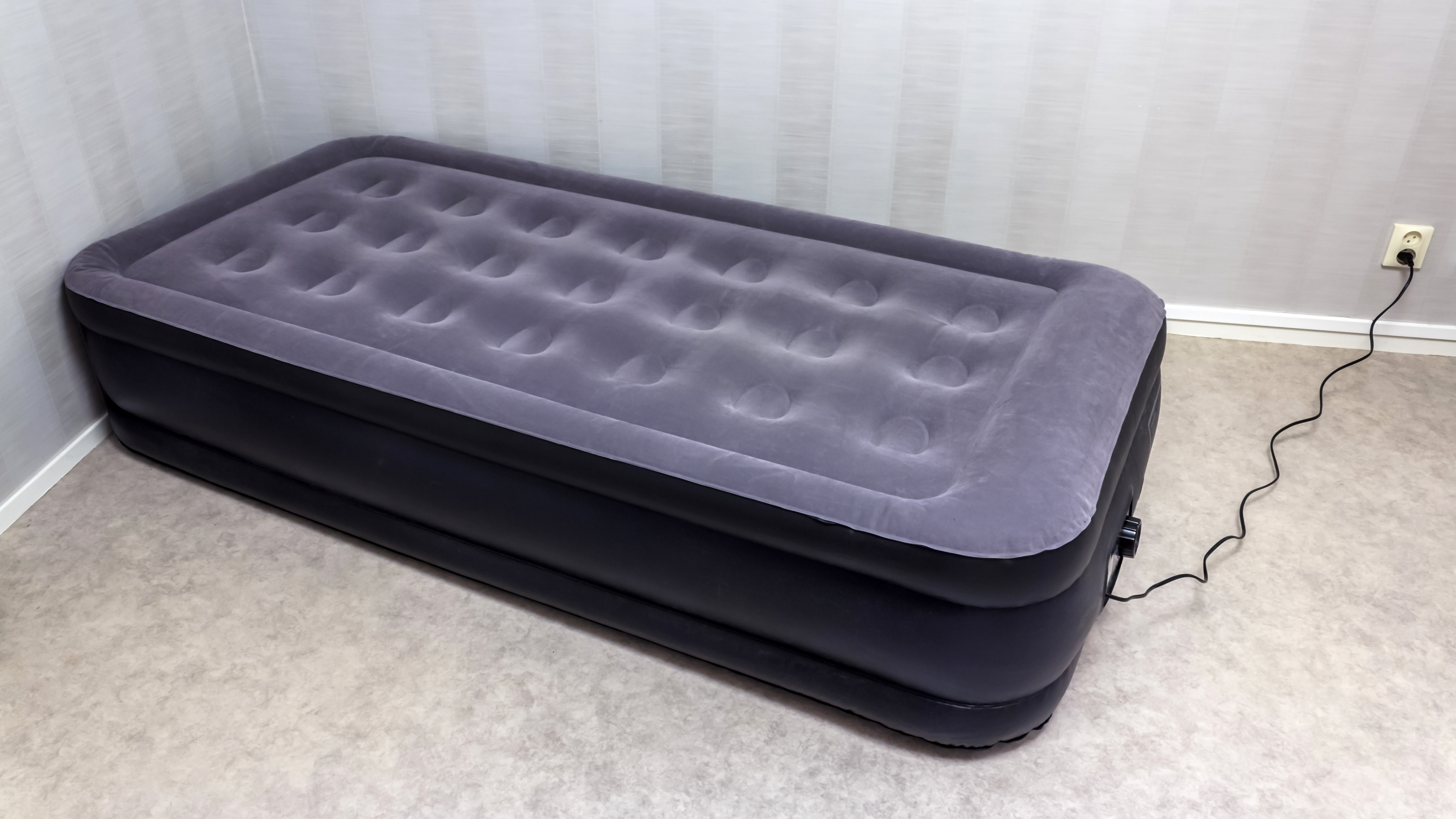
Självuppblåsande luftmadrass.